# Blue Angels
Blue Angels – zespół akrobacyjny Marynarki Stanów Zjednoczonych, utworzony w 1946 roku. Siły Powietrzne Stanów Zjednoczonych mają własny zespół akrobacyjny, założony w 1953 roku, znany jako Thunderbirds.
Blue Angels na początku latali na trzech samolotach, następnie czterech, a obecnie na sześciu. Siódmy samolot jest w razie problemów mechanicznych zamieniany z którymś z podstawowego składu. Wykorzystuje się go również do lotów z cywilami, zazwyczaj wybranymi spośród reporterów.
Zespół dzieli się na "Diament" (Blue Angels od 1 do 4) oraz solistów (5 i 6).

## Samoloty
- Grumman F6F-5 Hellcat 1946
- Grumman F8F-1 Bearcat 1946-1949
- Grumman F9F-2 Panther 1949-1950 (pierwszy odrzutowiec zespołu)
- Grumman F9F-5 Panther 1951-1955
- Chance Vought F7U Cutlass 1953 (jako maszyna solisty - wycofany po zaledwie kilku pokazach)
- Grumman F9F-8 Cougar 1955-1957
- Grumman F11F-1 Tiger 1957-1969 (pierwszy odrzutowiec naddźwiękowy)
- McDonnell F-4J Phantom II 1969-1974
- Lockheed C-121 Super Constellation 1969-1974
- Douglas A-4F Skyhawk II grudzień 1974-1986
- McDonnell Douglas F/A-18 Hornet od 1986